# 90825 Lizhensheng
90825 Lizhensheng este un asteroid din centura principală de asteroizi.

## Descriere
90825 Lizhensheng este un asteroid din centura principală de asteroizi. A fost descoperit pe 28 septembrie 1995 la Xinglong în cadrul programului Beijing Schmidt CCD Asteroid Program. Asteroidul prezintă o orbită caracterizată de o semiaxă mare de 2,69 ua, o excentricitate de 0,13 și o înclinație de 2,1° în raport cu ecliptica.